# Florencia Fernández
Florencia Fernández (Buenos Aires, 16 aprile 1986) è un'ex cestista argentina.

## Carriera
Con l'Argentina ha disputato i Campionati mondiali del 2010 e tre edizioni dei Campionati americani (2003, 2007, 2009).